# Aéroport de Weeze
L´aéroport de Weeze (code IATA : NRN • code OACI : EDLV) est un aéroport situé à Weeze à 80 km au nord de la ville de Düsseldorf en Allemagne, et à 30 km de Nimègue aux Pays-Bas.
Le nom a plusieurs fois changé : les gérants de l'aéroport voulant y faire figurer le nom de Düsseldorf, bien que trois autres aéroports de plus grande importance soient présents à une plus proche distance de Düsseldorf : l'aéroport international de Düsseldorf, l'aéroport de Cologne/Bonn et  l'aéroport de Düsseldorf-Mönchengladbach.
L´aéroport est une plate-forme de correspondance pour la compagnie aérienne Ryanair qui y a basé plusieurs de ses avions.

## Toponymie
Le nom de « aéroport de Weeze » a été arrêté par décision de justice afin de ne pas induire en erreur les passagers quant à la réelle localisation de l'aéroport. Toutefois, certaines compagnies utilisent encore aujourd'hui le nom de Düsseldorf-Weeze, en particulier Ryanair.

## Histoire
L´aéroport est une ancienne base aérienne de la RAF : base Laarbruch, fermée en 1999. Beaucoup de bâtiments témoignent du passé militaire de l´aéroport, comme des hangars, des bunkers, des tours de régulation du trafic aérien (hors d'usage).
Cet aéroport est utilisé depuis le 18 septembre 2004 par Q-Dance pour accueillir plus de 20 000 personnes chaque année à un de ses festivals les plus connus, Q-Base. De nombreux styles de musiques, principalement le Hardstyle ainsi que le Hardcore et autres genres de la hard scene, y sont représentés, répartis sur une dizaine de scènes tout au long du site.

### Graphique
Pour des raisons techniques, il est temporairement impossible d'afficher le graphique qui aurait dû être présenté ici.

Voir la requête brute et les sources sur Wikidata.

## Situation
Voici la situation de l'aéroport de Weeze sur la carte des principaux aéroports Allemagne.
| Berlin · Brandebourg EuroAirport Basel-Mulhouse-Freiburg Freiburg · City Brême Cassel Cologne · Bonn Dortmund Dresde Düsseldorf Erfurt Francfort-Hahn Francfort · sur-le-Main Friedrichshafen Hambourg Hanovre Heringsdorf Karlsruhe · Baden-Baden Leipzig Lübeck Memmingen Munich Münster · Osnabrück Nuremberg Paderborn · Lippstadt Rostock Sarrebruck Stuttgart Sylt Weeze Mannheim |

## Compagnies et destinations
Une vingtaine de destinations au départ et à l'arrivée sont proposées par Ryanair : Londres (Stansted), Gérone, Stockholm (Skavsta), Shannon, Glasgow (Prestwick), Rome (Ciampino), Béziers - Cap d'Agde, Palma de Majorque, Alicante, Växjö, Marrakech, Séville, Valence, Bergame, Malaga, Fuerteventura, Trapani, Trévise, Alghero (Sardaigne), Tallinn, Bydgoszcz et Lappeenranta en Finlande.
Une seconde compagnie aérienne, Sky Airlines, propose des vols en direction d’Antalya.
| Compagnies        | Destinations |
| ----------------- | --- |
| Freebird Airlines | En saison charter : Antalya, Bodrum-Milas |
| Ryanair           | - Agadir-Al Massira, - Alicante-Elche, - Bari-Karol Wojtyła, - Copenhague-Kastrup, - Faro, - Fès-Saïss, - Malaga-Costa del Sol, - Marrakech-Ménara, - Nador, - Oviédo-Asturies, - Rabat-Salé, - Tanger, - Thessalonique-Makedonía, - Zagreb-Pleso En saison : - Abruzzes, - Ancône-Falconara, - Bergame-Orio al Serio, - Béziers - Cap d'Agde, - Cagliari, - Castellón-Costa Azahar, - Corfou-I. Kapodístrias, - Édimbourg, - Fuerteventura, - Gérone-Costa Brava, - Ibiza, - La Canée I.-Daskaloyánnis, - Lanzarote-Arrecife, - Oujda-Les Angades, - Porto-F. Sá-Carneiro, - Pula, - Reus, - Rhodes-Diagoras, - Séville-San Pablo, - Ténériffe-Sud Reine Sofia, - Trapani-V. Florio (Birgi), - Zadar |
| Sky Express       | En saison charter : Héraklion-N. Kazantzákis, Kos, Rhodes-Diagoras, Zante D.-Solomós |
| Tailwind Airlines | En saison charter : Antalya |

Édité le 11/04/2018. Actualisé le 17/03/2023.